# تيريون لانستر
تيريون لانستر (بالإنجليزية: Tyrion Lannister)‏ هو شخصيةٌ خياليّةٌ من سلسلة روايات الفنتازيا الملحميّة أغنية الجليد والنار للمؤلف الأمريكي جورج آر. آر. مارتن والمسلسل التلفزيوني صراع العروش المُقتبس منها. تيريون من الشخصيات البارزة التي سُردت القصة من منظورهم في الروايات، وله من الفصول 49 فصلًا هي الأكثر من بين فصول الرواية. اُبتكرت الشخصية بناءً على فكرةٍ طرأت لمارتن أثناء كتابته رواية ملاذ الرياح (بالإنجليزية: Windhaven)‏ سنة 1981، واعتُبرت أروع إبداعات مارتن والشخصية الأكثر شعبيّةً حسب صحيفة نيويورك تايمز. ذكر مارتن أن تيريون هو الشخصية المُفضّلة عنده في السلسلة.
قُدِّم تيريون في لعبة العروش (1996) ومن ثم في صدام الملوك (1998) وعاصفة السيوف (2000)، وكان من الشخصيات الرئيسية القليلة التي لم تظهر في وليمة للغربان (2005) لكنها عادت في الرواية التالية رقصة مع التنانين (2011). الشخصية ستظهر أيضًا في الرواية القادمة رياح الشتاء. جماهيريّة الشخصيّة دعت مارتن ودار النشر كتب بانتام لنشر طرافة وحكمة تيريون لانستر، وهي مجموعةٌ مُصوّرةٌ لاقتباساتٍ لتيريون من الروايات في أكتوبر 2013.
تيريون قزمٌ وهو عضوٌ من آل لانستر لوردات كاسترلي روك، وهي واحدةٌ من أغنى وأقوى عائلات القارة الخيالية ويستروس. في القصة، يستخدم تيريون مكانته كلانستر للتخفيف من الظلم الذي يقع عليه طوال حياته، حتى من عائلته، خصوصًا والده وشقيقته. يُخفّف تيريون عن نقائصه بالخمر، والطيش وانغماسه في الترف لعلمه أن لا أحد سيأخذه على محمل الجد. بينما يبدأ حكم روبرت باراثيون السلمي في التدهور، يرى تيريون كيف أن أسرته غير مجهزة تجهيزًا جيّدًا لإدارة الأمور. مع بدء الحرب الأهلية، وبعد أن نجح في النجاة بحياته من انتقام كاتلين ستارك وشقيقتها ليزا آرين، يُرسله والده تايون لفرض النظام على العاصمة كنيغز لاندنغ، وكذلك ابن أخته الملك الجديد جوفري. يكافح تيريون لتعزيز وحماية المدينة وأسرته التي تكرهه وترفض رؤية الخطر المحيط بهم؛ وعندما يعود والده، يُصبح تيريون مُستهدفًا بمكائدٍ ومؤامراتٍ من البلاط الملكي المُحيط بالملك جوفري، بما في ذلك شقيقته سيرسي. ينجو تيريون من الموت مرةً أخرى بثمنٍ باهظٍ، ويفر من ويستروس ليجد نفسه في خطرٍ أكبرٍ دون إمكانيّات آل لانستر المعتادة.
جسّد الممثل بيتر دينكلاج الشخصية في السلسلة التلفزيونيّة المُقتبسة لشبكة إتش بي أو صراع العروش، ونال على تجسيده إشادةً من النقاد على نطاقٍ واسعٍ. في 2011، حاز دينكلاج عن أداءه هذا على جائزة الإيمي برايم تايم عن فئة أفضل ممثل مساعد في مسلسل دراما ولاحقًا على جائزة غولدن غلوب عن فئة أفضل ممثل مساعد - مسلسل، أو مسلسل قصير أو فيلم تلفزيوني. نال أيضًا ثلاث جوائز إيمي في 2015، و2018، و2019. من بين العديد من الجوائز الأخرى، رُشِّح دينكلاج لجائزة إيمي برايم تايم في 2012، و2013، و2014، و2016.

## الشخصية

### الوصف
في لعبة العروش (1996)، عُرّف تيريون بأنه الابن الثالث والأصغر للغني وصاحب النفوذ تايون لانستر، يد الملك السابق، وجوانا لانستر، التي تُوفيت أثناء ولادتها له. شقيقة تيريون الكبرى سيرسي هي ملكة ويستروس بحكم زواجها من الملك روبرت براثيون، وشقيق سيرسي التوأم جيمي واحدٌ من حرس الملك. وُصف تيريون بأنه قزمٌ قبيحٌ مشوّهٌ بألوان أعينٍ مُختلفةٍ، واحدةٌ خضراءٌ والأخرى سوداءٌ، وشَعره أشقرٌ ذهبيٌّ كبقيّة آل لانستر لكن لديه علاقةٌ معقدةٌ مع بقيّتهم. يُعامل تيريون بأنه من «الطبقة الثانية النبيلة» بسبب هيئته، لكنّه يحصل على الامتيازات والرفاهية من عائلته. توفيت والدته جوانا أثناء ولادتها له، ويُبغضه كلٌ من تايون وسيرسي لأنهما يلومانه على وفاتها. في حين أن تايون لا يحمل أي عاطفةٍ تجاه تيريون، إلّا أنه يشعر بالواجب تجاه ابنه، إذ يقوم بتربيته في كنف آل لانستر، ويُمدُّه بحصةٍ من ثروة العائلة. على النقيض من تايون وسيرسي، يُكنُّ جيمي مشاعرًا كبيرةً تجاه تيريون، ويُعامله بلطفٍ، واحترامٍ، وصداقةٍ وحبٍ. كتب ليف غروسمان من مجلة تايم في 2011:
تيريون ذكيٌّ، وظريفٌ، وقارئٌ جيّدٌ، ويشارك أباه في مهارات الأعمال والمناورات السياسية. وصف غروسمان الشخصية بأنها «قزمٌ ساخرٌ، وانتقاديٌّ ذو نسبٍ رفيعٍ»، وأسماه «فولزتاف مارتن». ذكر ديفيد أور من صحيفة نيويورك تايمز أن تيريون «ساخرٌ، وسِكيرٌ، ومنبوذٌ وهو بكلّ وضوحٍ الحضور الأكثر ذكاءً في الروايات». يُظهر تيريون تعاطفه مع المنبوذين ومن أُسيئت مُعاملتهم لكونه منبوذً أيضًا، وترثي النسخة التلفزيونية من الشخصية ابن نيد ستارك غير الشرعي قائلًا: «جميع الأقزام لقطاءٌ في أعين آبائهم.» مع ذلك، فإنه عادةً ما يُنظر إليه بناءً على تشوّهاته ورذائله، عوض أعماله الصالحة وفضائله. يُشير توم شيبي من وول ستريت جورنال إلى أن الشخصيات الأخرى تُقلل من شأن تيريون قائلًا: «إن وضعه كقزمٍ يعمل كنوعٍ من الحماية، لأنه -على الرغم من أنه في الغالب الشخصية الأكثر ذكاءً في قائمة الشخصيات- لا أحد يأخذه على محمل الجد». مُقرًا أن فكاهة ومكر تيريون الطائشين هما آليّتهُ للبقاء على قيد الحياة، ذكر الممثل بيتر دينكلاج لصحيفة نيويورك تايمز أنه «يعلم أنه لا يملك أي مهاراتٍ مع السيف وأن هذا العالم عنيفٌ جدًا... لن يكون قادرًا على النجاة في هذا العالم، نظرًا لقوته الخاصة، لذلك فهو يهزم الناس بمزاحه -إنه مسلّي.»

### الإنشاء ونظرة عامة
في 1981، كان مارتن يتعاون مع ليزا تتل لإنجاز ثلاثية من الروايات التي كانت ستُنشر تحت اسم ملاذ الرياح (بالإنجليزية: Windhaven)‏:
تيريون من الشخصيات البارزة التي سُردت القصة من منظورهم في الروايات، ووصفه كلٌّ من ديفيد أورر من صحيفة نيويورك تايمز وليف غروسمان من مجلة تايم بأنه أحد «أروع إبداعات» مارتن. وصفت دانا جينيغز من صحيفة نيويورك تايمز تيريون بأنه «قزمٌ مريرٌ ولكنّه عبقريٌّ جعلته فكاهته، وتباهيه، وإنسانيته المطلقة نجم السلسلة (الثمل في كثيرٍ من الأحيان)». كتب توماس م. واغنر في 2001 أن الشخصية «ربما تكون على الأرجح البطل المخالف للعرف الأقوى في الخيال المعاصر». كما ذكر دان كويز من صحيفة نيويورك تايمز في 2012 أنه «لكثيرٍ من عشّاق الروايات، يُعد تيريون من أكثر الأشخاص المحبوبين بين عشرات الملوك، والمحاربين، والفتيات، والعبيد، والملكات والوحوش المتواجدين في عالم جورج آر. آر. مارتن». قال مارتن: «يتعاطف قرائي مع المنبوذ، والمُستضعف، مع الشخص الذي يُكافح بدلًا من تعاطفهم مع صبيٍ لامع».
بيّن مارتن بنفسه أن تيريون هو شخصيته المُفضلة في السلسلة. حين سؤاله عن السبب، قال مارتن في مقابلةٍ في سنة 2000:
ظهر تيريون أولًا في لعبة العروش (1996)، ثم في صدام الملوك (1998)، ثم في عاصفة من السيوف (2000). هو واحدٌ من عدّة شخصياتٍ رئيسيّةٍ «فُقدت بشدّة» لم تظهر في وليمة للغربان (2005)، لكن مارتن قد أصدر في 2006 على موقعه الإلكتروني عيّنةً من فصلٍ يضمُّ تيريون من روايته القادمة رقصة مع التنانين. قبل نشر رقصةٌ مع التنانين في 2011، أكّد مارتن تواجد تيريون في الرواية ووصفه بأنه واحدٌ من «الشخصيات التي انتظرها الناس». وافق غروسمان مارتن على ذلك، كاتبًا عن رقصةٌ مع التنانين، «الآن قد عادت الكاميرا إلى الشخصيات الرئيسية: جون سنو، ودنيرس تارجارين، وتيريون لانستر.» أضاف أيضًا جيمس بونويزيك من مجلة تايم أن عودة هذه «الشخصيات المفضلة» أعطى رقصةٌ مع التنانين «ميزةً سرديّةً» على وليمةٌ للغربان. في أبريل 2012، قرأ مارتن فصلًا لتيريون من روايته القادمة رياح الشتاء في مؤتمر Eastercon؛ وقرأ فصلًا ثانيًا لتيريون في مؤتمر Worldcon في أغسطس 2013 ولاحقًا أُصدر في تطبيق أغنية الجليد والنار الرسمي على نظام iOS في 20 مارس 2014.
في 2013، نشرت كتب بانتام كتابًا باسم طرافة وحكمة تيريون لانستر، وهو مجموعةٌ مُصوّرةٌ لاقتباساتٍ لتيريون من الروايات.

### التطوير
تيريون مع بداية لعبة العروش ظريفٌ ومُحبٌ للاستطلاع، ومحميٌّ بمكانة عائلته لكنّه دائمًا ما كان موضع سخريةٍ خفيّةٍ. ورغم أنه الفرد الأكثر ذكاءً في عائلته، إلّا أنه يُستهان به ويُهمّش باستمرارٍ. يستفيد تيريون من مزايا كونه من آل لانستر، لكنه يعي جيدًا جوانبها السلبيّة وكونه إحراجًا لعائلته. في البداية، تيريون هو الوحيد من آل لانستر المُتعاطف مع عائلة آل ستارك، لكنه سرعان ما يعلق في الصراع بين العائلتين. بعد أن يُؤخذ سجينًا ويُقدّم للمحاكمة، «كل مهاراته في التواصل يجب أن تُستخدم من أجل أن يبقى حيًا». مع دخول آل لانستر وآل ستارك في حربٍ كاملةٍ بينهم، يُكلِّفُ تايون تيريون بإدارة شؤون كينغز لاندنغ، اعترافًا منه بذكاء ابنه وأنه قد ورث مهاراته في فن إدارة شؤون الدولة. في صدام الملوك، يستمتع تيريون بسلطته الجديدة لكنه يجد أن جهوده المُخلصة لتحقيق الاستقرار لحكم ابن أخته جوفري قد قوّضتها وأحبطتها المؤامرات المضلّلة والبحث عن المصالح الشخصية من جميع من حوله من البلاط الملكي. يتآمر تيريون من أجل إبطال أهواء جوفي وسيرسي التي كانت ستأتي بنتائج عكسيّةٍ لما يفعله، لكن «القزم المُضَيَّق عليه» يجد نفسه «متأرجحًا بين النظام والكوارث وهو يحاول منع آل لانستر من فقد كل شيءٍ». وصف توماس إم. فاغنر تعليق تيريون بأنه هو الوحيد الذي يحول بين أن تطغى الفوضى على عائلته والرعيّة اللذان يحتقرانه كِلامها بـ«اللحظة الحاسمة». يُشبّهُ روبرت جونسون من مجلة بوكليست تريون بشخصية «كلاوديوس» للكاتب الإنجليزي روبرت جريفز في روايته "I, Claudius".
في عاصفة السيوف، يستعيد تايون منصب يد الملك ويُسند لتيريون مهمةً مُستحيلةً كما يبدو هي إصلاح الشؤون الماليّة الملكيّة، وتُنسى جميع جهود تيريون السابقة في إبقاء جوفري في الحكم، وإنقاذ كينغز لاندنغ من الغزو. متشجّعًا بعودة تايون، يُهين جوفري تيريون علنًا؛ وحينما يُقتل جوفري، يُوجه الجميع أصابع الاتهام إلى تيريون. تبذل سيرسي كل ما في وسعها للتأكد من أن يُعلن أنه مُذنبُ في المحاكمة. رغم برائته وتزايد كُرهه، ولمعرفته أنه ميّتٌ لا محالة، يأخذ تيريون منعطفًا مظلمًا. يُفسّر مارتن:
يخنق تيريون محبوبته شاي حتى الموت، بعد أن وجدها في سرير والده، وبعدها بفترةٍ وجيزة، يُواجه والده ومعه نشابًا ويقتله أيضًا. وفقًا لمارتن، «الفعلان مختلفان تمامًا، على الرغم من أنهما حدثا في لحظاتٍ عن بعضهما». يُكمل المؤلف قائلًا: «هو ثائرٌ غضبًا من اللورد تايون لأنه اكتشف حقيقة زوجته الأولى وما حدث لها، و... اللورد تايون مُقتنعٌ بأنه ولعدم حُبه لتيريون، فإنه لا يُمكن لأحدٍ أن يُحب تيريون». بينما يكرر تايون وصف تيشا زوجة تيريون المقتولة بطريقةٍ مأساوية بـ«العاهرة»، يُحذره تيريون ليتوقف. دائمًا ما علَّم تايون ابنه أنه يجب عليك تنفيذ تهديداتك إذا تم تحدّيك، لذلك عندما يفشل في الاستجابة لتحذير تيريون، يقوم القزم بقتله. يستمر المؤلف: «هذا الأمر سيطارده، كان تايون والده وسيظل يطارده، ربما لبقيّة حياته». بالنسبة لمارتن، فإن قتل شاي شيءٌ آخر:
يعود تيريون «المُفضل للمعجبين» للرواية في رقصةٍ مع التنانين، هاربًا من ويستروس بعد قتله لشاي وتايون وهو «في حالة صدمةٍ من أفعاله». عبر البحر الضيق في بنتوس وخليج النخاسين، سرعان ما يجد نفسه «في أكثر الظروف المُذلّة والمريعة والتي كان له منها النصيب الوافر في حياته». مع انقطاع ثروة ونفوذ عائلته، ينبغي عليه استخدام دهائه من أجل البقاء. تُشير مجلة بوكليست إلى «قدرته المذهلة على التكيف بتنقله من الأسير إلى المتآمر إلى المُستعبد إلى المرتزق دون أن يفقد تأثيره التكتيكي». بينما لا يزال تيريون ممتلكًا لـ«دهائه القاسي الذي ساعده في الماضي»، يُقدّم تيريون وفقًا لتوماس إم. فاغنر «أكثر اللحظات دفئًا وتعاطفًا» في الرواية.

## سير الأحداث

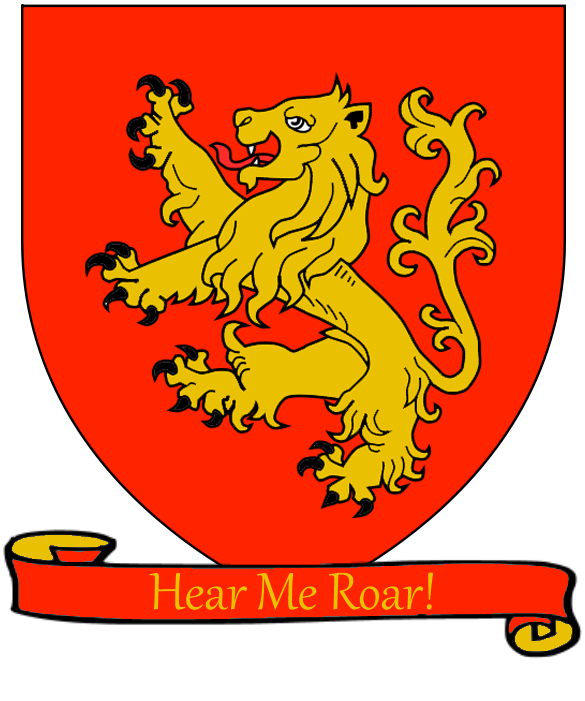
شعار عائلة آل لانستر وعليه كلماتهم: "اسمع زئيري!"

### لعبة العروش
في لعبة العروش (1996)، يزور تيريون وينترفيل معقل آل ستارك مع حاشية الملك روبرت باراثيون. بينما هو هناك، يتقرّب تيريون لابن نيد ستارك اللقيط جون سنو، ويُصمم سرجًا لبران ابن نيد المشلول مؤخرًا ليُساعده على امتطاء الحصان. في طريق العودة، يُؤخذ تيريون سجينًا لدى زوجة نيد كاتلين، التي تؤمن أنه أمر بعملية قتل ابنها بران. تأخذه كاتلين إلى أختها ليزا آرين في العُش. يطلب تيريون محاكمةً بالنزال ويُمثّله المرتزق برون، الذي يفوز بحريّته. مُستخدمًا دهائه والوعد بالمكافأة، يحوز تيريون على ولاء قبائل التّل في الوادي بينما هو في طريقه إلى معسكر جيش آل لانستر. بعد إعجاب تايون بغرائز ابنه السياسيّة، يُكلّفه بأداء مهام يد الملك في محاولةٍ للسيطرة على جوفري. بينما هو في المعسكر، يُواقع تيريون عاهرةً اسمها شاي، ويأخذها معه إلى العاصمة.

### صدام الملوك
يصل تيريون إلى كينغز لاندنغ في صدام الملوك (1998) ويبدأ مباشرةً في تنظيم الفوضى التي أنشأها جوفري وسيرسي. سعيًا لتوحيد السلطة والحفاظ على النظام في العاصمة، يبدأ تيريون بشكلٍ مُمنهجٍ بإزالة أنصار سيرسي من مناصبهم. مُشمئزًا من سلوك جوفري وفشل سيرسي في السيطرة عليه، يُعارض تيريون الملك الشاب علنًا ويُحاول إبقاء الرهينة الملكيّة سانسا ستارك بعيدةً عن الأذى. يضع تيريون خُطةً للدفاع عن كينغز لاندنغ من غزو ستانيس براثيون، ويقود بنفسه طليعة الجيش التي ترُد ستانيس عن بوابات المدينة. في خضم المعركة، يُهاجم تيريون ويُصاب بجروحٍ خطيرةٍ في وجه من أحد حراس الملك بناءً على أوامر لقتله. يشتبه تيريون في جوفري أو سيرسي، لكنه لم يتمكّن من الانتقام من أيٍّ منهما.

### عاصفة السيوف
أثناء تماثله للشفاء في عاصفة السيوف (2000)، يجد تيرين أنه فقد معظم أنفه، وأن تايون العائد قد استرجع منصب يد الملك لنفسه. يُعيّن تيريون وزيرًا للمال، كمكافأةٍ على قيادته الناجحة. بعد علمه بمؤامرةٍ آل تايرل للحصول على وينترفيل عن طريق الزواج من سانسا، يُجبر تايون تيريون على الزواج منها بدلًا عن ذلك. متعاطفًا مع وضع سانسا، يترك تيريون زواجهما غير مكتملٍ، على الرغم من أوامر والده بإنجابٍ طفلٍ بأقرب وقتٍ ممكنٍ. يُسمّمُ جوفري في احتفال زواجه من مارغري تايرل، وتتّهم سيرسي تيريون فورًا، ويتمّ اعتقاله. مع تناسي أعماله الجيدة السابقة، يخضع تيريون للمحاكمة مع تلاعب سيرسي بالإجراءات لضمان إدانته فيها. ينكسر قلب تيريون حينما يتفاجئ بأن شاي قد أُلّبت ضدّه، وفي حزنه، يُطالب تيريون بالمحاكمة بالنزال، والتي تستجيب لها سيرسي بتسمية جريجور كليجاين الذي لا يُهزم بطلًا لها. يُوافق أوبرين مارتيل على أن يُقاتل من أجل تيريون لكنه يموت أثناء محاولته. يُعلن تيريون مُذنبًا، ويُنقل إلى الزنزانة في انتظار إعدامه. يُحرر جيمي تيريون بمساعدةٍ من فاريس، ويعترف له أخيرًا بتواطئه في ما فعله تايون بزوجة تيرون الأولى. مع اشتداد غضبه، يُقسم تيريون على أن ينتقم من عائلته على قسوتها طوال حياته، ويكذب على جيمي قائلًا أنه قتل جوفري. قبل هربه من القلعة، يتّجه تيريون لمواجهة والده، ويجد شاي في فراش تايون. بعد أن يخنقها في لحظة غضب، يقتل تيريون والده تايون أيضًا بنشّاب بعدما تحدّث بسوءٍ عن زوجته الأولى تيشا، ويهرب من ويستروس في سفينةٍ أعدّها فاريس.

### رقصة مع التنانين
في رقصةٍ مع التنانين (2011)، يُسافر تيريون إلى بنتوس، ويجد نفسه في حماية التاجر الثري إليريو موباتيس. هناك يعرف أن فاريس وإليريو يُخطّطان سرًا لإعادة آل تارجارين إلى السلطة منذ مقتل الملك المجنون إيرس تارجارين الثاني. بناءً على نصيحة إليريو يُقرر تيريون السعي للانضمام لابنة إيرس الناجية دنيرس في ميرين، ومساعدتها في استعادة العرش الحديدي. في النهاية يُدرك أن اثنين من رفقائه في السفر ليسوا كما يظن. الأول هو جون كونينجتون، يد الملك السابق المُجرّد من منصبه؛ والآخر يدّعى أنه إيغون تارجارين السادس، حفيد إيرس، الذي كان فاريس قد اختطفه واستبدله بطفلٍ آخر قُتل لاحقًا أثناء سلب آل لانستر لكنيغز لاندنغ. أثناء توقفهم في مدينةٍ تجاريّةٍ للراحة في طريقهم إلى فولانتس، يزور تيريون بيت دعارةٍ ويتعرّف عليه ويأسره جورا مورمونت الذي يعتقد أن تسليم عضوٍ من آل لانستر لدنيرس سيُعيده إلى خدمتها. قبل أن يتمكّنوا من الوصول لميرين، يُقبض عليهم من النخّاسين الذين يُحاصرون المدينة حاليًا، وعندما يضرب الطاعون مخيمات حصار النخّاسين، يُخطط تيريون لهروبهم بالانضمام إلى شركة مرتزقةٍ تُدعى الأبناء الثانون. في مقابل حصوله على العضويّة، يعد تيريون الشركة بثروة كاسترلي روك مقرّ أجداده، بما أنه حقّه بالولادة إذ أن تايون قد مات، وجيمي قد نبذها. يُدرك تيريون بسرعة أن النخاسين في الجانب الخاسر، ويحاول إقناع الأبناء الثانون بتغيير ولائهم.

## المسلسل التلفزيوني
كان الكاتبان/المنتجان التنفيذيّان ديفيد بينيوف ودي. بي. وايس قد قدّما فكرة اقتباس سلسلة مارتن للتلفزيون لشبكة إتش بي أو في مارس 2006، وحصلت الشبكة على الحقوق في يناير 2007. أوّل مُمثلٍ اُختير كان بيتر دينكلاج لأداء دور تيريون في مايو 2009. ذكر بينيوف ووايس أن دينكلاج الظريف و«شديد الذكاء» كان أوّل اختيارٍ لهم لأداء الدور، إذ أن «إنسانيّته الصادقة، التي تُغطّيها طبقةٌ من الذكاء الساخر الجاف، تنسجم بشكلٍ جيّدٍ جدًا مع الشخصية». لجهله بالمادة المصدر، كان دينكلاج حذرًا في لقاءه الأول مع المنتجين؛ باعتباره قزمًا، «لن يؤدّي [دينكلاج] دور آلف أو ليبركان» وهو -دقيقٌ في اختيار جنس الدور- وقد كان قد انتهى لتوّه من تجسيد دور القزم ترمبكين في فيلم سجلات نارنيا: الأمير قزوين. أخبر بينيوف ووايس دينكلاج أن الشخصية «نوعٌ مختلفٌ من الأشخاص الصغار في الفانتازيا»، أو بعبارة الممثل، «لا لحيةٌ، ولا حذاءٌ مدبّبٌ، إنسانٌ حقيقيٌّ رومانسيٌّ». وقّع دينكلاج لتجسيد شخصية تيريون قبل أن يصل الاجتماع لمنتصفه، ويرجع السبب جزئيًا لكونهم «أخبروني كم كان يتمتّع بشعبيّةٍ كبيرةٍ». قال مارتن عن اختيار دينكلاج للدور: «لو لم يقبل الدور، أوه، يا للهول، لا أدري ماذا كنّا سنفعل». أضاف بينيوف: «حينما قرأت كُتب جورج، قررت أن تيريون لانستر واحدٌ من أعظم الشخصيات في الأدب. ليس في أدب الفانتازيا فقط - بل في الأدب كلّه! رجلٌ عبقريٌّ، وساخرٌ، وشهوانيٌّ، وسكيرٌ، وفوضويٌّ يجلد ذاته. وكان هنالك خيارٌ واحدٌ فقط لمن سيُؤديه.»
في أكتوبر 2014، أعاد دينكلاج وآخرون من أعضاء طاقم التمثيل، الذين تم التعاقد معهم لستّة مواسم، التفاوض بشأن عقودهم لتشمل موسمًا سابعًا مُحتملًا، وزيادةً في الرواتب للموسم الخامس والسادس والسابع. وصفت مجلة هوليوود ريبورترز الزيادة بـ«الضخمة»، مشيرةً إلى أن الصفقة قد تجعل المؤدّين «من بين أعلى الممثلين أجرًا في التلفزيون الكيبلي». قدّرت ددلاين هوليوود الرقم في الموسم الخامس بأنه «قريبٌ من 300.000 ألف دولارٍ للحلقة» لكل ممثل، وكتبت هوليوود ريبورتر في يونيو 2016 أن كلًا من المؤدِّين سيُدفع له «ما يقُارب 500.000 ألف دولارٍ لكل حلقةٍ» للموسم السابع وربما الثامن. في 2017، أصبح دينكلاج واحدًا من أعلى الممثلين أجرًا في التلفزيون وكسب مليونا جنيهٍ إسترلينيٍ عن كل حلقةٍ في المسلسل.

### سير الأحداث

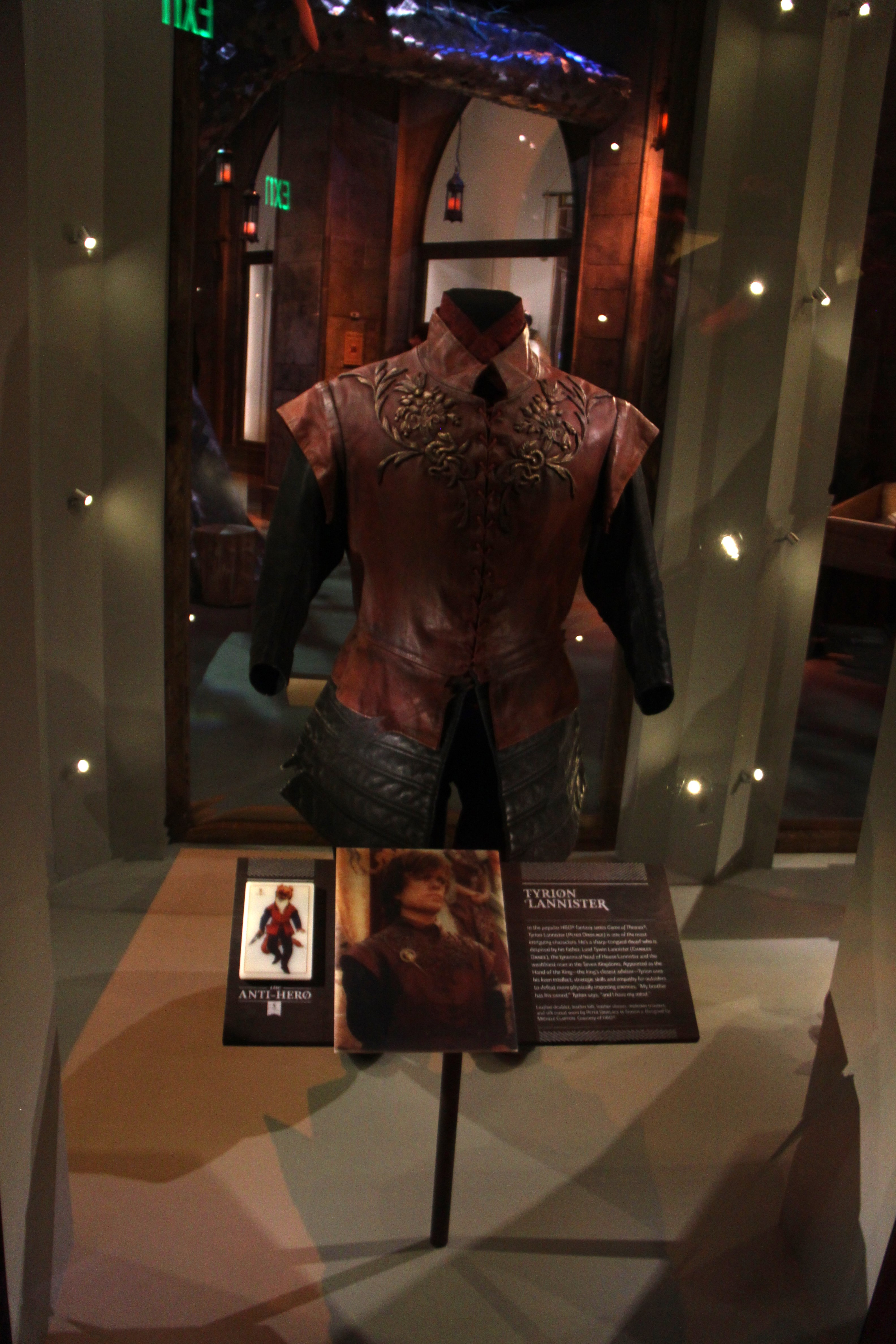
زيٌّ من الأزياء التي ارتداها بيتر دينكلاج في صراع العروش.

تتبع أحداث الموسم الأول والثاني (2011-12) أحداث لعبة العروش وصدام الملوك على التوالي. أما أحداث عاصفة السيوف فقد قُسّمت على الموسمين الثالث والرابع (2013-14). اقتبس كلا الموسمين الخامس والسادس مواد روايتي وليمةٌ للغربان ورقصةٌ مع التنانين، وهما روايتان تدور أحداثهما بشكلٍ متزامنٍ وتحتوي كلًا منهما على شخصياتٍ مختلفةٍ. على الرغم من أن مسلسل إتش بي أو مدّد، واختصر، وانحرف عن مسار الأحداث في الروايات، إلّا أن مسار أحداث شخصية تيريون بقي في غالبه مُتّسقًا مع كتابات مارتن.

#### الموسم 1
بعد وصفها للشخصية بأنها «الخروف الأسود» في عائلة آل لانستر، كتبت مجلة دليل التلفاز مع بدء العرض الأولي للمسلسل في 2011 أن «تيريون يرى كلّ المغالطات ويُقرر أن أفضل خيارٍ هو أن يشرب ويضاجع طوال طريقه في الممالك السبع». أضافت صحيفة بوسطن غلوب أنه «مثقفٌ ملتزمٌ يُمكنه الخروج من أي شيءٍ بالحديث.» ووفقًا لصحيفة لوس أنجلوس تايمز، فإن «العبقري وضيع المعيشة» تيريون «على داريةٍ تامةٍ بكيفية سير عالمه الذي بالكاد يتحمّله، العفريت... فاسدٌ ربما، لكنه لا يُنكر الحقيقة أيضًا، ويقاتل للنجاة بنفسه بالرحمةٍ قدر استطاعته.» أسمَت صحيفة نيويورك تايمز تيريون بأنه «أقرب شيءٍ إلى البطل» في مسلسل إتش بي أو.
يُسافر تيريون في لعبة العروش إلى وينترفيل مع العائلة الملكية، ويُرافق ابن نيد ستارك اللقيط جون سنو في رحلته إلى الجدار. وفي طريقه عائدًا إلى كينغز لاندنغ يُؤسر تيريون من كاتلين ستارك، التي تشتبه في قيامه بمؤامرةٍ لاغتيال ابنها بران. يُؤخذ تيريون إلى العُش، حيث تحكم ليسا آرين كوصيةٍ على الحكم، ويُقدّم تيريون للمحاكمة. يطلب تيريون محاكمةً بالنزال ويُسمّي المرتزق برون بطلًا له، الذي ينتصر بدوره. يلتقي الاثنين مع تايون والد تيريون، الذي تُقاتل قواته جيش روب ستارك كردة فعلٍ على أسره. مع بداية المعركة، يُضرب تيريون خطأً ليفقد وعيه. يُرسل تايون تيريون إلى كينغز لاندنغ ليتولّى مهام يد الملك، ويأخذ معه العاهرة شاي، عاصيًا بذلك أوامر تايون.

#### الموسم 2
أثناء عرض الموسم الثاني، كتب نيل جينزلنجر من صحيفة نيويورك تايمز أن «تيريون هو الشخصية الوحيدة التي طوّرت نوعًا من التعقيد. رُبما الوحيدة التي لديها بصيصٌ من الضمير». أشارت إيميلي نوسبوم من مجلة ذا نيويوركر إلى أنه «إذا كان للمسلسل بطل، فهو تيريون (دينكلاج)، القادر على أن يكون قاسيًا لكنه أيضًا يمتلك بصيرةً وعاطفةً مخفيّةً تحت درعٍ من طيشٍ وايلدي». وصفت هوليوود ريبورتر تيريون بأنه «الوحيد الذي يجب مشاهدته، لأنه أذكى آل لانستر، ويعرف كيف أن الوقاحة مع ملكٍ -يُسيء معاملة كل من حوله- رُبما تُسبب ردّة فعلٍ كبيرةٍ.» وصفت ويلا باسكن من موقع صالون الأهمية المتزايدة للشخصية في الموسم الثاني بأنها «زيادةٌ في القيمة الترفيهيّة، ومقايضةٌ في الأخلاق.» وأضافت: «تيريون أكثر سخريةً، وأكثر تلاعبًا وأكثر ملائمةً للنجاة. إنه ليس حريصًا على أن يُصبح ميّتًا، وهذا يجعله نوعًا من الشخصيات في التي يجب أن يستثمر فيها الجمهور في المسلسل.» أشاد دان كويز من صحيفة نيويورك تايمز بدينكلاج قائلًا: «إنه يُجسد تيريون باعتباره الرجل العصري الوحيد في عالمٍ موحلٍ وعنيفٍ وبدائيٍّ. إنه يُحب الطعام الجيد، والمحادثة الجيدة، والكتاب الجيّد. لكن معظم مشتركي إتش بي أو، يُفضلون بقائه بعيدًا عن المعارك على عكس لوردات ويستروس المُثيرين للحرب.» أضاف كويز: «ادّعاء تيريون الشجاعة يحجب حسّه العميق بالكآبة.» أشار دينكلاج في ما يخص الموسم الثاني أن تيريون لا يستمتع بتواجده في المعارك فقط، وإنما يستمتع أيضًا بسلطته الجديدة وغير المسبوقة في البلاط الملكي. إذ قال: «هذه الشخصية قد أُسيء لها طوال حياته. أقصد، أنه يأتي من خلفيّةٍ ثريّةٍ، لكنه يُعامل معاملةً فقيرةً، والآن هنالك احترامٌ جديدٌ له إذ لو أطلق عليه أحدٌ ما اسمًا [تهكميًّا]، فإبمكانه الأمر بقتله. لم يكن بمقدوره ذلك من قبل. بالتأكيد يستمتع تيريون بهذا الأمر وهو يُحاول بشدةٍ التمسّك به. إنه يستمتع به قدر ما يُمكنه لأنه واثقٌ بأن هذا لن يستمر لفترةٍ طويلةٍ.» فكما قال سيد الجواسيس فاريس: «[السلطة] خُدعةٌ، ظلٌّ على الحائط... ويُمكن لرجلٍ صغيرٍ جدًا أن يُلقي ظلًا كبيرًا جدًا.»
بصفته يدًا للملك، يُحاول تيريون السيطرة على ابن أخته القاسي وغير الكفء الملك جوفري، والدفاع عن كينغز لاندنغ من ستانيس براثيون، المُنافس الذي يُطالب العرش الحديدي. يُدّمر تيريون الكثير من أسطول ستانيس بالنار الجامحة، وينجو من عمليّةٍ اغتيالٍ له أثناء المعركة، ويفترض أن جوفري أو سيرسي قد أمر بها. يتعافى تيريون من جراحه ليجد أنه جُرّد من سلطته من والده العائد، وتُنكر جميع بطولاته. تُناشد شاي تيريون أن ينتقل إلى بنتوس معها، لكنه يختار البقاء في كينغز لاندنغ.

#### الموسم 3
على الرغم من دوره المؤثر في إنقاذ كينغز لاندنغ من الغزو، يترك الموسم الثاني تيريون «مكسورًا، ومهزومًا، وذا ندوبٍ مدى الحياة، ومجرّدًا من سُلطته». إنها فرصته للهرب من «لعبة العروش» القاتلة والمُميتة، لكنه يرفض ذلك، معترفًا أن «الأشخاص السيّئون هم من يُجيدُ التعامل معهم.» يجد تيريون نفسه مجبرًا للخضوع لخطة تايون لتزويجه من سانسا ستارك؛ على الرغم من بقاءه في حالةٍ سكرٍ دائمٍ من أجل تخفيف مشاكله الأخيرة، إلّا أنه ينجح في إنقاذ سانسا من التعرّض للتجريد والاغتصاب المحتمل علنًا من جوفري، وفي وقتٍ لاحقٍ «يختار [تيريون] الحشمة على البر بوالده ويختار عدم إكمال الزواج بعد كل شيءٍ.» يُصبح تيريون أيضًا عاجزًا تمامًا أمام خبث جوفري الآن، لكن تايون يؤكد له سيطرته على الملك الشاب، إذا كان ذلك سيخدم رغباته الشخصيّة فقط؛ لذلك يمنع جوفري من تقديم رأس شقيق سانسا هديّةً لها، لكن ليس لأنه يهتمُ بغضب سانسا وتيريون. على الرغم من إصرار تايون المتواصل على جعل تيريون يشعر بأنه «بائسٌ وغير محبوبٍ»، إلّا أن تيريون يعتقد أنه أبٌ جيّدٌ لأنه قاوم رغبته في إلقاء تيريون في البحر عند ولادته. يُصيب تيريون الرعب من تورّط تايون في الزفاف الأحمر، رغم اعتياده على مكائد والده الشنيعة. يكتب تود فانديرويرف قائلًا: «يبدو أن تيريون هو الوحيد الذي يفهم أن الدم الذي أهدروه سيُنتقم منه في النهاية. رُبما يكون الشمال قد هدأ الآن، لكنه لن يكون هادئًا دائمًا.» تعليقًا على الأحداث، يُشير مات فاولر من آي جي إن إلى أن «حدثًا بهذه القوّة فقط يُمكن أن يُبقي تيريون المُفضّل في المسلسل خارج الحلقة للمرة الأولى.»
يطلب تيريون من تايون تسميته وريثًا لكاسترلي روك مقرّ أجداده آل لانستر، لكن تايون يرفض بغضبٍ طلبه، ويُهدد بشنق شاي إذا ما عُثر عليها في سريره مرةً أخرى، ولكنه يُولّيه منصب سيد المال. كما يُجبر تيريون على الزواج من سانسا ستارك ضد إرادته، رغم أن كليهما يُقرران لاحقًا عدم إكمال الزواج. تنشأ علاقةٌ بين سانسا وتيريون لأن كلاهما منبوذٌ في كينغز لاندنغ، حتى تكتشف سانسا أن والدتها كاتلين وشقيقها روب قد قُتلا بتخطيطٍ من تايون.

#### الموسم 4
أكد دينكلاج في مارس 2014 أن الموسم الرابع «سيلتزم عن كثب» بسير أحداث تيريون في عاصفة السيوف، مضيفًا أن «تقلّبات الحظ هذي تُرسل [تيريون] فعلًا أسفل جحر الأرنب.» يُشير أيضًا إلى أن الشخصية تتغير في الموسم الرابع، و«ينتهي بها الأمر في مكانٍ مختلفٍ تمامًا عن الذي كان يظن أنه ذاهبٌ إليه. إنه متأججٌ غضبًا من عائلته، ويحاول العثور على مكانٍ له في العالم. أنت ترى أن بعض الناس يعتمدون على تيريون السكّير والظريف. أعتقد أن السكر والظرافة لا يدومان لفترةٍ طويلةٍ. إنه يُفيق بعدّة طرق. والحب في حياته [مع شاي]، وهذا يُسبب قدرًا هائلًا من الضرر - لأنه غير منيعٍ ولا يحب أن يكون ضعيفًا. إنه مُجردٌ تمامًا من آليات دفاعه.» قال دينكلاج فيما يتعلّق بعلاقة تيريون مع أخيه جيمي: «إذا كنتما قد نشأتما مع بعض، سيكون لديكما الكثير من الحوارات التي لم يُنطق بها، هذا أمرٌ بسيطٌ، لا سيما بين جيمي وتيريون. لديهما صداقةٌ حقيقيّةٌ، وأخوّةٌ جيدةٌ. إنهما يعتنيان ببعضهما.» كما هو الحال في الروايات، يُدان تيريون (بشكلٍ غير عادلٍ) بجريمة قتل جوفري، ويُحكم عليه بالإعدام؛ ولا يُظهر مسلسل إتش بي أو أن الكشف عن أن زوجته الأولى لم تكن عاهرةً فعلًا كان مُحفزًا كبيرًا لتيريون ليقتل والده، ولا يكذب أيضًا على جيمي بأنه مُذنبٌ بقتل جوفري.
خوفًا على سلامة شاي، ينفصل تيريون عنها ويأمرها بالمغادرة إلى بنتوس. ترفض شاي ذلك حتى يصفها بالعاهرة، ويعلن أنها لا تستطيع إنجاب أولادٍ له. يُسمّم جوفري حتى الموت في حفل زفافه، وتتّهم سيرسي تيريون فورًا. في محاكمته، تظهر شاي للشهادة ضدّه، مدّعيةً كذبًا أن سانسا رفضت أن تجامع تيريون ما لم يقتل جوفري. مُستشيطًا غضبًا من خيانتها، ومنفجرًا أخيرًا من سنواتٍ من السخرية منه لقزامته، يطلب تيريون إجراء محاكمةٍ بالنزال بعد مصارحةٍ شديد اللهجة عن الأشخاص الذي يكرههم ويحتقرهم. تُسمّي سيرسي الفارس الذي لا يُهزم جريجور كليجاين بطلًا لها، ويُمثّل تيريون أوبرين مارتيل، الذي يعتقد أن شقيقته وابنها وابنتها قد قُتلا على يد جريجور. يقترب انتصار أوبرين في القتال، لكنه يرفض قتل جريجور قبل أن يحصل على اعترافٍ منه بفعلته، مانحًا إيّاه فرصةً لقتله، والتي يستغلها جريجور بدوره، ويُحكم على تيريون بالإعدام. قبل إعدامه، يُطلق جيمي سراح تيريون ليُهرّبَ من ويستروس من قِبل فاريس. يُقرر تيريون مواجهة والده قبل رحيله، ويجد شاي في سرير والده تايون. أثناء غضبه يخنق تيريون شاي حتى الموت، ويواجه والده في المرحاض. يقتل تيريون والده بنشّابٍ، ثم يُغادر إلى بنتوس مع فاريس.

#### الموسم 5
وصف جيمس هيبرد من إنترتينمنت ويكلي في 2015 لقاء تيريون مع دنيرس تارجاريان (إميليا كلارك) بـ«اللقاء الأيقوني» الذي «أسعد المعجبين، الذين كانوا متحمّسين عالميًا (لمرةٍ واحدةٍ!) حول صنّاع المسلسل الذين قدّموا قصّةً لم تكن موجودةً في روايات جورج آر. آر. مارتن.» قال دينكلاج في مقابلةٍ له: «هذا هو الشيء العظيم عن شخصيتي: لقد كان في كلٍّ مكانٍ. هو الشخصيّة الوحيدة التي تذهب للبحث. لقد ذهب إلى الجدار والآن عليه أن يجد التنانين.» قال بينيوف ووايس أن المحادثة بين تيريون ودنيرس ركّزت على أوجه التشابه بين حياتهما، حيث أن لتيريون «الكثير من التعاطف» تجاه دنيرس لكونها يتيمةً مثله، وكلاهما كان لهما «آباءٌ فظيعون». يُدرك تيريون أن فاريس ربما يكون محقًا في كون دنيرس «الأمل الأخير لويستروس». اقترح بينيوف ووايس أيضًا أن تيريون يعتقد أنه يُمكن لدنيرس إعادة «السلطة إليه».
يصل تيريون إلى بنتوس، حيث يكشف له فاريس أنه كان يتآمر لإعادة آل تارجارين إلى السلطة، ويطلب من تيريون السفر معه لمقابلة دنيرس تارجارين في ميرين. أثناء رحلتهم، يُختطف تيريون من قبل مستشار دنيرس السابق جورا مورمنت، الذي يهدف للعودة لخدمة دنيرس بجلب القزم لها، إلّا أنهما يقعان في أيدي تُجار عبيدٍ، الذين يُقنعهم تيريون ببيعهما لحظائر القتال في ميرين. أثناء استعراضٍ لحظائر القتال، يلتقي تيريون وجورا مع دنيرس التي قرّرت أن تضم تيريون في خدمتها، ولكنها تأمر بنفي جورا مجددًا. في إعادة افتتاح حُفر القتال في ميرين، يشُنّ «أبناء الهاربي» هجومًا كبيرًا لاغتيال دنيرس، والذي لم يُحبط إلّا عندما ظهر تنين دنيرس الذي ساعدها في الهروب بعدما صعدت على ظهره. على الرغم من رغبة تيريون الانضمام لجورا وداريو نهاريس في رحلة بحثهم عن دنيرس، يُشير داريو إلى مهاراته الأنسب لحكم ميرين في ظل غياب دنيرس. يصل فاريس لاحقًا إلى ميرين، ويعرض على تيريون استخدام شبكة التجسس الخاصة به للحفاظ على النظام في المدينة.

#### الموسم 6
يكتشف تيريون أن أبناء الهاربي مُموّلون من نخّاسي يونكاي، وأستبور، وفولانتس، ويُرتب للقاء مع ممثلين لهذه المدن لإعطائهم سبع سنواتٍ لإنهاء العبوديّة. يُقابل هذا الحل بالرفض من مُحرري ميرين ومستشاري دنيرس الآخرين، رغم إصرار تيريون على ضرورة هذه التسوية. يستمد تيريون أيضًا المساعدة من الكاهنة الحمراء كينفارا، التي تعتقد أن دنيرس هي شخصيّة موعودةٌ يُؤمن بها في ديانتها، وتعدُ بدعم أتباع ريلور. تبدأ ميرين في الازدهار، لكن نجاح المدينة يزيد غضب النخّاسين الذي يخشون أن يُقوّض ذلك شرعيّة العبوديّة، وبالتالي يقومون بشنّ هجومٍ بحريٍّ واسعٍ على المدينة. تعود دنيرس والمدينة في حالة فوضى، ورغم عدم رضاها عن فشل تيريون إلّا أنه يُقنعها بعدم تدمير أسطول النخاسين كليًا وإنما إجبارهم على الاستسلام الكامل. يصل ثيون ويارا جريجوي إلى ميرين بعدها بفترةٍ وجيزةٍ عارضين تقديم الأسطول الحديدي لدنيرس؛ بعد انضمامهم لأسطولي دورن والمرعى اللذان انشقا عن آل لانستر. تُكرّم دنيرس تيريون بتسميته يد الملكة، وينضم تيريون لها مع تنانينها وجيشها في إبحارهم إلى ويستروس.

#### الموسم 7
أثناء تخطيطهم لغزو ويستروس في دراغونستون، قلعة أجداد آل تارجاريان، يعلم تيريون ودنيرس أن جون سنو قد تم اختياره الملك في الشمال. يقترح تيريون أن جون سنو سيكون حليفًا قيّمًا لهم. تُعجب دنيرس وجون ببعضهما البعض، لكنها تشعر بالانزعاج عندما يرفض جون أن يُقسم بالولاء لها. تُناقش دنيرس وحلفاؤها إستراتيجيتهم في الحرب مع آل لانستر، وينصح تيريون بعدم شنّ هجومٍ مباشرٍ على كينغز لاندنغ، وتتفق دنيرس مع خطّته للقيام بسلسلة هجماتٍ تهدف لإضعاف آل لانستر. مع ذلك، تتفوّق سيرسي وجيمي على تيريون، ويقضيان على آل تايرل ودورن حلفاء دنيرس. تتجاهل دنيرس الغاضبة تحذيرات تيريون المستمرة بالحذر، وتشن هجومًا على قافلة آل لانستر بتنينها أثناء عودتهم من المرعى. يفشل تريون أيضًا في منعها من إعدام راندل وديكون تارلي، اللذان يرفضان القسم بالولاء لها بعد هزيمتهم. في حلقة «قلعة البحر الشرقية» يلتقي تيريون بجيمي سرًا في محاولةٍ لعقد لقاءٍ بين سيرسي ودنيرس. في حلقة «التنين والذئب»، يُساعد تيريون في إقناع سيرسي بأن تقدّم جيش الموتى يُمثل تهديدًا مباشرًا أكثر من الحرب مع دنيرس على السيطرة على ويستروس.

#### الموسم 8
يعود تيريون إلى وينترفيل مع قوات آل تارجارين. ويلتمّ شمله مع سانسا، التي تشكُّ في وعد سيرسي بإرسال المساعدة، وتُبيّن خيبة أملها في أن تيريون قد صدّق كذبة سيرسي. يصل جيمي لاحقًا إلى وينترفيل مؤكدًا أنه لا قواتٍ لآل لانستر ستأتي. تُشكك دنيرس في قدرة تيريون على أن يكون يدًا للملكة بعد أخطاءه المتتالية في الحكم، ولكن بعد أن يُحدّثها جورا على انفراد، تُقرّ أن تيريون مُفيدٌ لها، وتأمره بالاختباء في سراديب وينترفيل أثناء المعركة ضد جيش الموتى من أجل سلامته رغم انزعاجه. خلال المعركة، يُعيد ملك الليل أفراد آل ستارك المدفونين في السراديب إلى الحياة؛ ويختبئ تيريون وسانسا معًا، ويستعدان لمواجهة الحشد، لكن سرعان ما يُقتل ملك الليل ويُدمرّ جيش الموتى. أثناء تحضيرهم للسفر إلى الجنوب لحصار كنيغز لاندنغ، يعلم تيريون من سانسا أصل جون سنو باعتباره الوريث الحقيقي للعرش من آل تارجارين. يُخبر تيريون فاريس، الذي يُفكر في ما إذا كان جون خيارًا أفضل لحُكم ويستروس من دنيرس. يتمسّك تيريون بولاءه لدنيرس ويخبرها عن خيانة فاريس، وتُعدم دنيرس فاريس نتيجة ذلك. يُقنع تيريون دنيرس بوقف الهجوم على كينغز لاندنغ إذا استسلم الناس، وذلك بعدما تسمع أجراس المدينة تُقرع. يُطلق تيريون سراح أخيه جيمي، الذي قُبض عليه أثناء محاولته التسلسل إلى كينغز لاندنغ، ويُرسله لإقناع سيرسي بالاستسلام بدلًا عن مواجهة غضب دنيرس. يُصدم تيريون حينما استمرت دنيرس في استخدام دروجون في حرق المدينة رغم استسلامها، وتدميرها القلعة الحمراء، وذبحها للسكان. يتجوّل تيريون عبر أنقاض المدينة المُدمرة، ويكتشف في النهاية جثث جيمي وسيرسي التي سحقتها أنقاض القلعة الحمراء. تعد دنيرس بعد انتصارها بأخذ جيوشها في حملةٍ «لتحرير» بقيّة العالم، وتتهم تيريون بالخيانة لإطلاقه سراح جيمي. يستقيل تيريون من منصبه كيد الملكة احتجاجًا على ما فعلته دنيرس، التي تأمر بالقبض عليه وتحكم عليه بالإعدام. في السجن، يُقنع تيريون جون بأنه عليه قتل دنيرس لأجل المصلحة العامة، ويتردّد جون في البداية لكنه يقتل دنيرس، ويُسجن هو الآخر.
بعد مضي بعض الوقت، يُقنع تيريون (الذي ما زال سجينًا لدى غراي وورم والمخصيين) مجلسًا من أقوى لوردات ويستروس برفض توارث حكم ويستروس والموافقة عوضًا عن ذلك على اختيار كل حاكمٍ جديدٍ لويستروس بتصويتٍ من المجلس. ثُم يتقرح لاحقًا تتويج بران ملكًا، مدّعيًا أن معرفة بران وحكمته الخارقة للطبيعة تجعله خيارًا لا مثيل له لقيادة ويستروس. يُصوّت الملك بالإجماع لصالح بران، ويقبل بران المنصب، ويُسمّي تريون بمنصب يد الملك، مع الإشارة إلى أنه هدفه من هذا هو إجبار تيريون على تصحيح أخطاءه. ينقل تيريون لجون الأخبار التي تفيد بأنه سيُنفى إلى حرس الليل مرةً أخرى، وبعدها بفترةٍ وجيزةٍ، يرأس تيريون أول اجتماعٍ لمجلس الملك بران.

## الظهور في وسائل الإعلام الأخرى
ظهر دينكلاج ولينا هيدي في 2019 بدور تيريون وسيرسي لانستر إلى جانب إلمو في إعلانٍ خدمةٍ عامةٍ لشارع السمسم تهدف للتوعية بأهمية احترام الآخرين، كجزءٍ من حملة أُطلق عليها «الاحترام يجمعنا معًا».

## الشهرة والجوائز

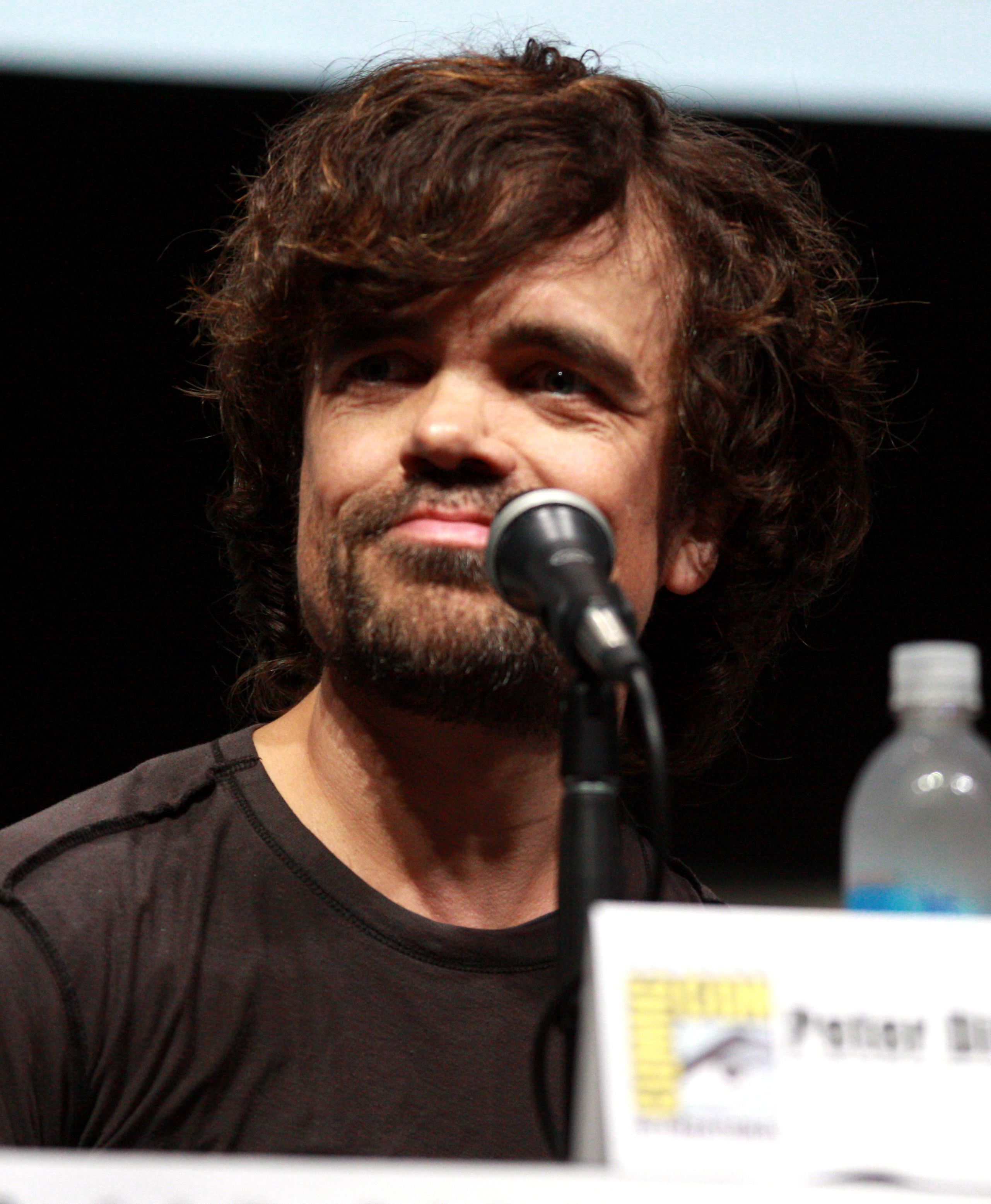
بيتر دينكلاج هو أكثر طاقم الممثلين نجاحًا من ناحية الجوائز بفوزه بسبع جوائز وتلقيه 37 ترشيحًا إضافيًا.

تلقّى تجسيد دينكلاج إشادةً واسعةً؛ وصفت بوسطن غلوب أداءه لتيريون واحدًا من «أبرز ملامح» المسلسل، وأضافت أن دينكلاج «يُعطي أداءً ساحرًا، وغامضًا من الناحية الأخلاقيّة وواعٍ بذاته، يستحق الفوز.» وأخبر مات روش من دليل التلفاز المشاهدين أن «يبتهجوا بأداء بيتر دينكلاج الذي سرق المشهد لشخصية 'القزم' العرج تيريون لانستر.» كتبت صحيفة لوس أنجلوس تايمز أنه «بعدة طرقٍ، ينتمي صراع العروش إلى دينكلاج» حتى من قبل، في الموسم الثاني، أصبحت شخصية «الممثل سارق المشهد» أكثر شخصيات المسلسل البارزة. أشارت صحيفة نيويورك تايمز إلى أنه وعلى الرغم من أن شخصية تيريون محبوبةً لعشاق الروايات، إلّا أن «أداء دينكلاج البارع جعل من تيريون أكثر شهرةً.» وصف موقع هافينغتون بوست أن تيريون هو أكثر شخصيّةٍ «قابلةٍ للاقتباس» في مسلسل إتش بي أو، فضلًا عن أنها واحدةٌ من أكثر الشخصيات المحبوبة.
في أبريل 2011، أعلنت كلًا من لوس أنجلوس تايمز وإنترتينمنت ويكلي أن دينكلاج يستحق جائزة إيمي لأداءه في الموسم الأول، وحصل فعلًا لاحقًا على جائزة أفضل ممثلٍ مساعدٍ في مسلسل دراما، وجائزة غولدن غلوب عن فئة أفضل ممثل مساعد - مسلسل، أو مسلسل قصير أو فيلم تلفزيوني. وحاز أيضًا على جائزة ساتالايت لأفضل ممثل مساعد في مسلسل أو مسلسل قصير أو فيلم تلفازي، وجائزة سكريم لأفضل ممثلٍ مساعدٍ عن الموسم الأول من صراع العروش. وحاز على جائزة إيمي لأفضل ممثل مساعد في مسلسل دراما مرةً أخرى في 2015، وفي 2018، وأخيرًا في 2019.
رُشّح دينكلاج لجائزة إيمي لأربع مراتٍ لتجسيده لشخصية تيريون في 2012، و2013، و2014، و2016. وقد حاز على عدّت ترشيحاتٍ لجوائز أخرى لأداءه في المسلسل، تضمّنت: جائزة اختيار نقاد التلفاز لأفضل ممثلٍ مساعدٍ في مسلسل دراما في 2012، و2016؛ وجائزة ساتليت لأفضل ممثل مساعد في مسلسل أو مسلسل قصير أو فيلم تلفازي في 2012، و2015، و2016؛ وجائزة نقابة الممثلين التلفازيين عن فئة أفضل ممثلٍ في مسلسل دراما سنة 2014، و2015، و2016، و2017؛ وجائزة تكا للإنجاز الفردي في الدراما في 2011، و2012؛ وفي 2012 ترشح لجائزة آي جي إن، وجائزة آي جي إن لاختيار الناس لأفضل ممثل في التلفزيون.

## الترويج التجاري
اشتهر تيريون بشكلٍ بارزٍ من بين مجموعةٍ متنوّعةٍ من المجسّمات النادرة القابلة للتجميع من صراع العروش، المُرخصة من قبل إتش بي أو، حيث وصفت بأنها الشخصية «الأكثر مبيعًا» و«المُفضلة للمعجبين»، و«الأكثر شعبيةً».
أنتجت فونكو مجسّمان لتيريون كجزءٍ من خط إنتاجهم التلفزيوني المسمى POP!. وهي مجسماتٌ بطول 4.5 بوصة بتصميمٍ يابانيٍّ مُصغّر، الأول بشكله في بداية المسلسل، والثاني بشكله بعد الموسم الثاني بندبةٍ في وجه، و«درع معارك» وفاس. أنتجت الشركة أيضًا صندوقًا يحتوي تماثيلًا مختلفة الأشكال لتيريون. وكجزءٍ من خط إنتاجهم المُسمى "Legacy Collection" الخاص بالأكشن، أنتجت فونكو نسخة «يد الملك» لتيروين، وفيه يكون تيريون بدرعٍ وفأسٍ، وكذلك نسخةً محدودةً بدرعٍ وخوذةٍ خاصةٍ بهرجان سان دييجو كوميك كون 2014. أصدرت شركة ثريزيرو تمثالًا بطول 9 بوصات وبمقياس 1/6، وأنتجت شركة دارك هورس تمثالًا بطول 6 بوصات، وآخر بطول 10 بوصات ذا جودةٍ عاليةٍ كان قد اختار مُنتجو المسلسل أن يكون لتيريون.

## وصلات خارجية
- تيريون لانستر على قاعدة بيانات الأفلام على الإنترنت.